# كولق (أرومية)
كولق هي قرية في مقاطعة أرومية، إيران. يقدر عدد سكانها بـ 473 نسمة بحسب إحصاء 2016.